# لرد جورج موری
لرد جورج موری (انگلیسی: Lord George Murray؛ ۴ اکتبر ۱۶۹۴ – ۱۱ اکتبر ۱۷۶۰) فرد نظامی اهل پادشاهی بریتانیای کبیر بود.